# Kathedrale von Santo Domingo

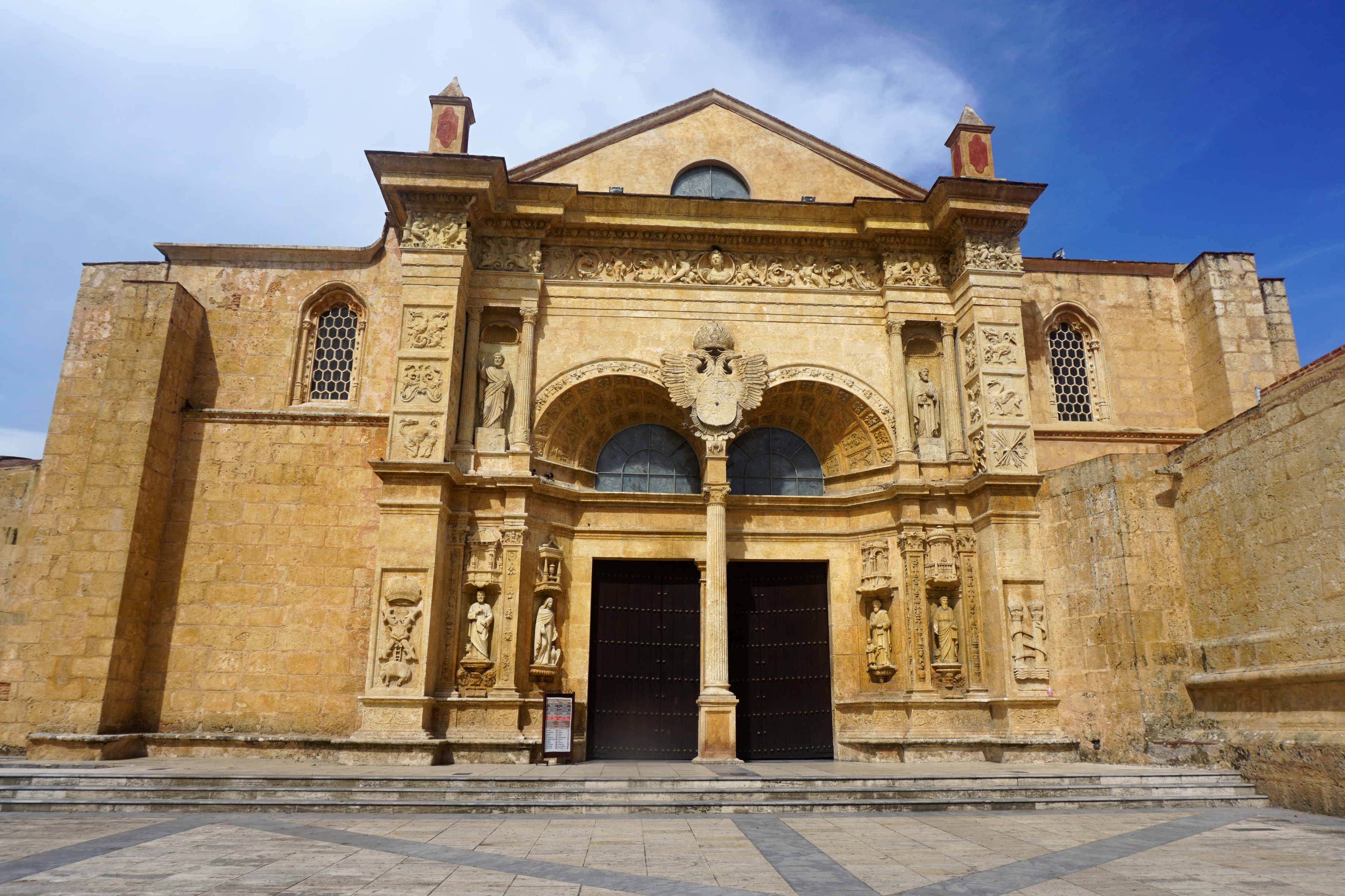
Fassade der Kathedrale

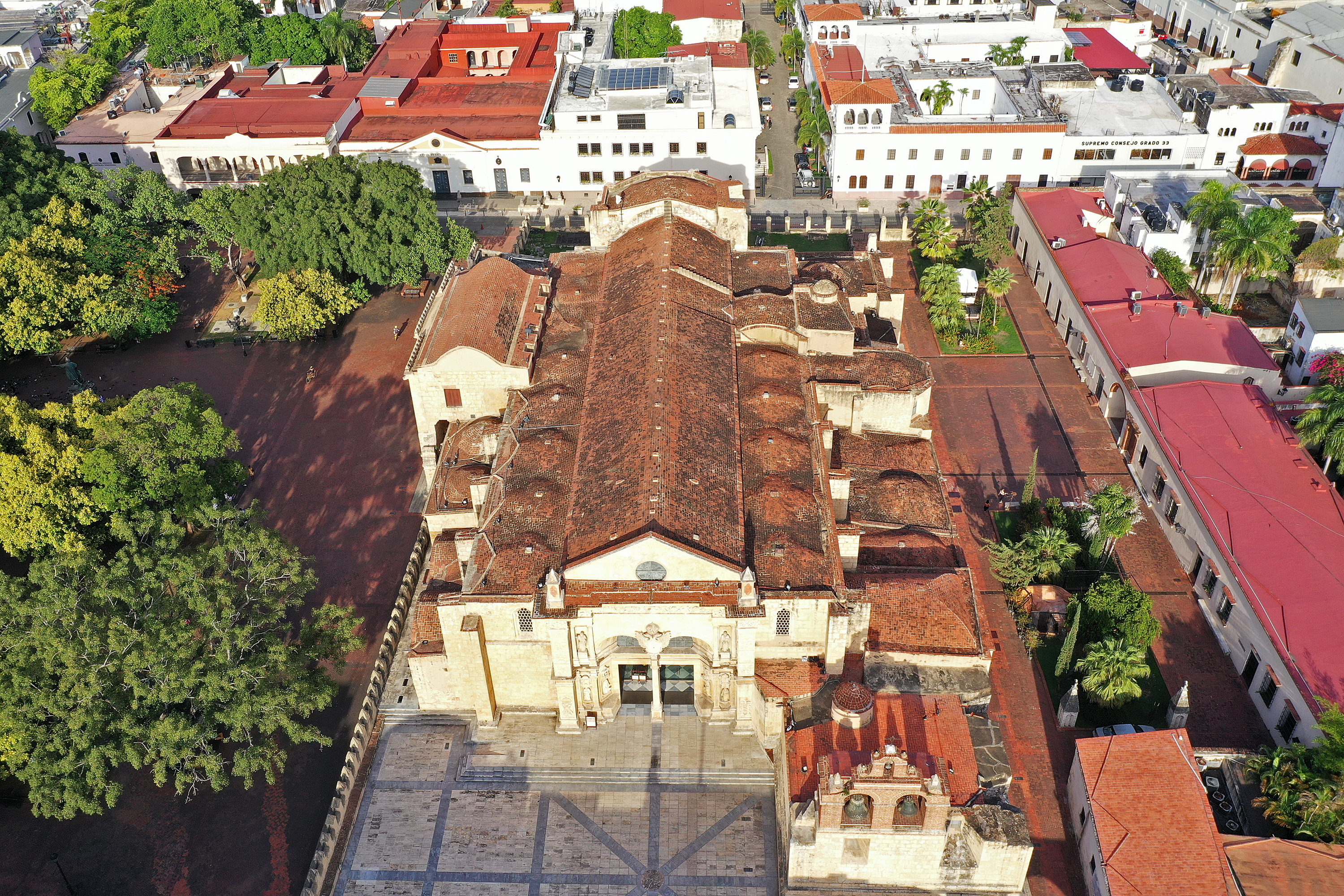
Luftbild

Die Kathedrale von Santo Domingo oder Metropolkathedralbasilika Mariä Verkündigung, Primarkathedrale von Amerika (spanisch Basílica Catedral Metropolitana Santa María de la Anunciación Catedral Primada de América) ist eine römisch-katholische Kirche in Santo Domingo, Hauptstadt der  Dominikanischen Republik. Sie ist die Kathedrale des Erzbistums Santo Domingo mit dem Patrozinium Mariä Verkündigung. Sie war die erste Kirche in der Neuen Welt und ist als Teil der Kolonialstadt von Santo Domingo seit 1990 Weltkulturerbe der UNESCO.

## Geschichte
Die Kathedrale wurde 1504 von Papst Julius II. in Auftrag gegeben. Der Bau begann nominell 1512 unter der Leitung von Bischof Fray García Padilla. Bischof Alessandro Geraldini (1455–1522), ein Italiener, kam 1519 auf die Insel und ließ 1521 den Grundstein für die heutige spätgotische Kathedrale legen. Der Bau wurde von Luis Moya nach Plänen von Alonso Rodriguez aus Sevilla errichtet. Im Jahr 1523 wurde der Bau bis zur Weihe im Jahr 1541 kontinuierlich fortgeführt. Am 12. Februar 1546 gab Papst Paul III. auf Wunsch von Kaiser Karl V. der Kirche den Status der Metropolitankirche und ernannte sie zur Primas de Americas. Francis Drake benutzte die Kathedrale als Hauptquartier, als er 1586 die Stadt eroberte, und bewahrte sie so vor der Zerstörung. Im Jahr 1920 verlieh Papst Benedikt XV. der Kathedrale den Titel einer Basilica minor. Papst Johannes Paul II. besuchte die Kirche in den Jahren 1979, 1984 und 1992.

## Architektur

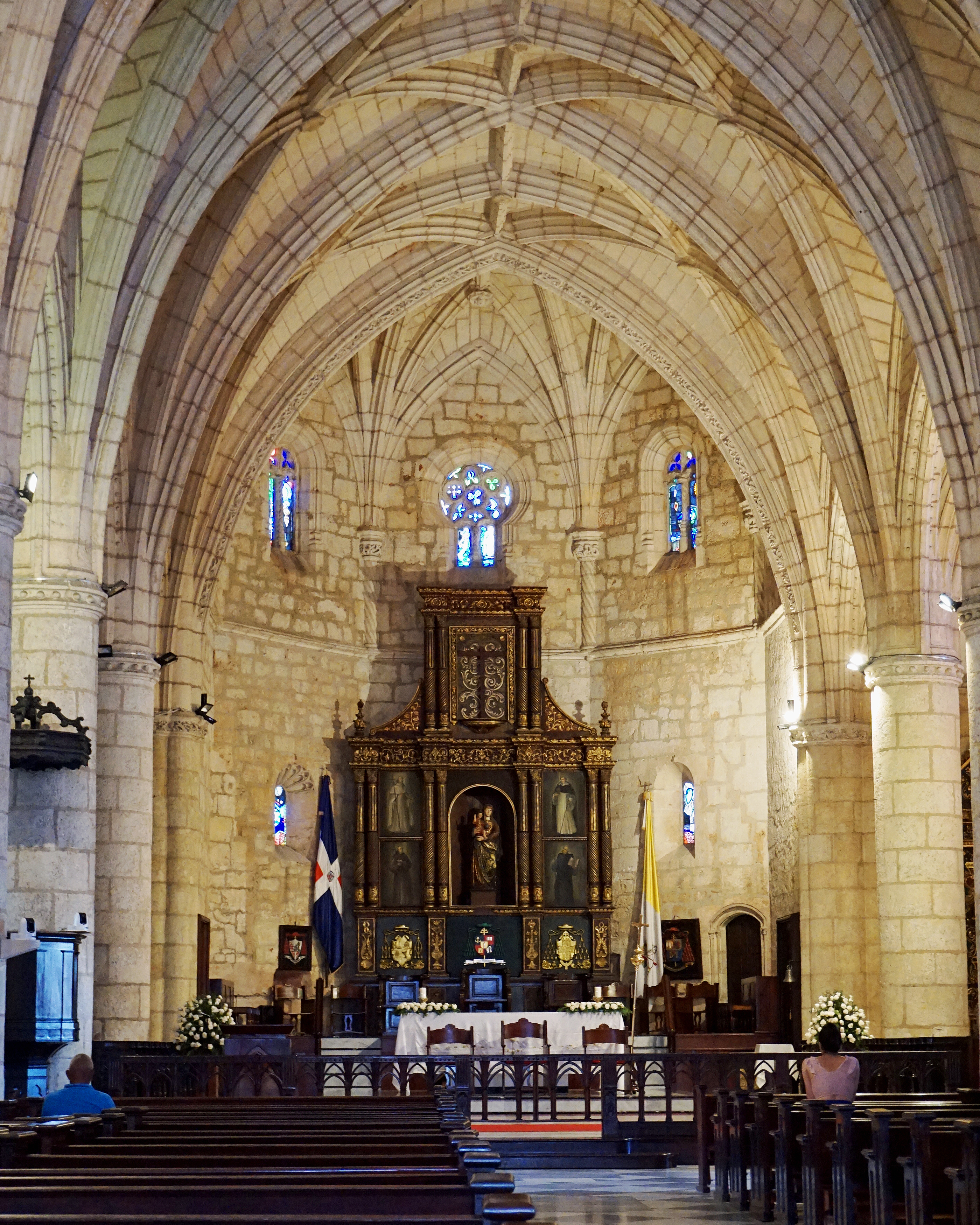
Chor der Kathedrale

Die dreischiffige Hallenkirche ist mit einer goldfarbenen Fassade aus Korallenkalkstein verkleidet. Die Kirche verbindet gotische und barocke Elemente mit einigen prunkvollen plateresken Stilen, wie der aus Silber gemeißelte Hochaltar zeigt. Bemerkenswert sind die massiven Kalksteinwände und die Kreuzgewölbe. Von den drei Haupttüren sind zwei gotisch  und die dritte Haupttür plateresk. An beiden Seitenschiffen gibt es je sechs Seitenkapellen. Die Länge der Basilika beträgt 54 Meter, die Breite jedes der drei Gänge beträgt 23 Meter, die Höhe der Gewölbedecke beträgt 16 Meter und die Gesamtfläche beträgt 3000 Quadratmeter. Alle Seitenkapellen waren nicht im ursprünglichen Grundriss des Gebäudes enthalten, sondern wurden später angefügt.

## Beisetzungen
In der Kathedrale sind viele Bischöfe und Präsidenten beerdigt, in der Krypta wurde der erste Kardinal des Erzbistums Octavio Antonio Beras Rojas beigesetzt. Die Überreste des 1506 verstorbenen Christoph Kolumbus wurden 1540 im Chor beigesetzt. Unter französischer Herrschaft kam es 1795 zu einer zumindest teilweisen Verlegung nach Havanna und dann in die Kathedrale von Sevilla. In Santo Domingo wurden 1990 Gebeine in den Leuchtturm umgebettet. Während die Echtheit der wenigen Gebeine in Sevilla geklärt ist, wurden die Gebeine in Santo Domingo nie untersucht.

## Schatzkammer
In der Schatzkammer wird eine ausgezeichnete Kunstsammlung von alten Holzschnitzereien, Möbeln, Grabmonumenten, Silber und Schmuck gezeigt.